# 首爾交通公社3000系斬波控制電力動車組
首尔交通公社3000系斬波控制电力动车组（：／）是首尔交通公社的一款通勤型电力动车组，曾經在首都圈電鐵3號線營運。

## 概况
3000系电力动车组是首都圈电铁3号线的第1款列车，是直流用车辆，由大宇重工业和韩进重工业负责生产，在1985年正式使用。运行于首都圈電鐵3號線的首尔地铁3号线区间，亦包括韩国铁道公社营运的一山线。列车客室车门为氣動内藏门，每节车厢共4对车门，列车在两端设有紧急出口，目前均为10辆编组，配属于水西车辆基地和纸杻车辆基地。值得一提的是，本列车在外观上与2号线的2000系GEC列车在外观上十分相似，只不过在涂装上有所不同。目前，所有列車均已退役。

## 使用历史

### 第1批
第1批列车在1984年至1989年期间投入服務。最初，在3号线拥有25组150辆，在4号线拥有27组162辆。其中在1989年又为4号线生产了7组42辆。
該批列車已於2009年~2010年間全數退役，並由3000系VVVF列車取代。

### 第2批
第2批列车在1990年至1992年期间生产。1990年为4号线生产了6组60辆和1组6辆。1992年为3号线生产了7组42辆和6组60辆，以及为4号线生产了35组210辆。
該批列車已於2020年~2022年間全數退役，並由3000系VVVF列車取代。

### 4号线车辆的第1次转让
在1993年，由于4号线的4000系的大量引入。于是在同一年，4号线的12组72辆3000系列车转让给了3号线。

### 列车扩编
1993年，3号线的26组156辆和18组180辆进行了扩编，最后扩编为了36组360辆，为10编组。

### 4号线车辆的第2次转让
1993年，为了确保3号线的水西-良才的开通使用。4号线的12组120辆列车转让给了3号线。到了1994年，3号线拥有了48组480辆车。

### 列车改造
在2003年2月18日大邱地铁纵火案发生后，开始对列车进行改造，将列车的材料更换为防火材料。不过，车组编号为301~315、321~333、336~340的列车已退役。不过车组编号为316~320、341~344的列车驾驶室在2009年6月至2009年12月经过改造，预计会使用至2015年后停用。

## 列车内部
列车客室安装有液晶电视屏幕，可以支持显示韩文、簡體中文、英文信息。其他则时间用来转播MBC TV的节目。

## 编组
|          | 3000 ←梧琴方向大化方向→ |          |          |          |          |          |          |          |          |           |
| 車廂編號 | 1                       | 2        | 3        | 4        | 5        | 6        | 7        | 8        | 9        | 10        |
| 集電弓   |                         |          | ◇◇       |          | ◇◇       |          |          |          | ◇◇       |           |
| 形式區分 | 30XX (Tc)               | 31XX (M) | 32XX (M) | 33XX (M) | 34XX (M) | 35XX (T) | 36XX (T) | 37XX (M) | 38XX (M) | 39XX (Tc) |
| 动力单元 | 单元1                   | 单元1    | 单元1    | 单元2    | 单元2    | 单元2    | 单元2    | 单元3    | 单元3    | 单元3     |
| 其他設備 |                         |          |          |          |          |          |          |          |          |           |
| 安裝機器 |                         |          |          |          |          |          |          |          |          |           |
| 車輛重量 | 33.0t                   | 42.3t    | 41.8t    | 42.3t    | 41.8t    | 31.7t    | 31.7t    | 42.3t    | 41.8t    | 33.0t     |
| 載客量   | 148人                   | 160人    | 160人    | 160人    | 160人    | 160人    | 160人    | 160人    | 160人    | 148人     |

## 列车图片

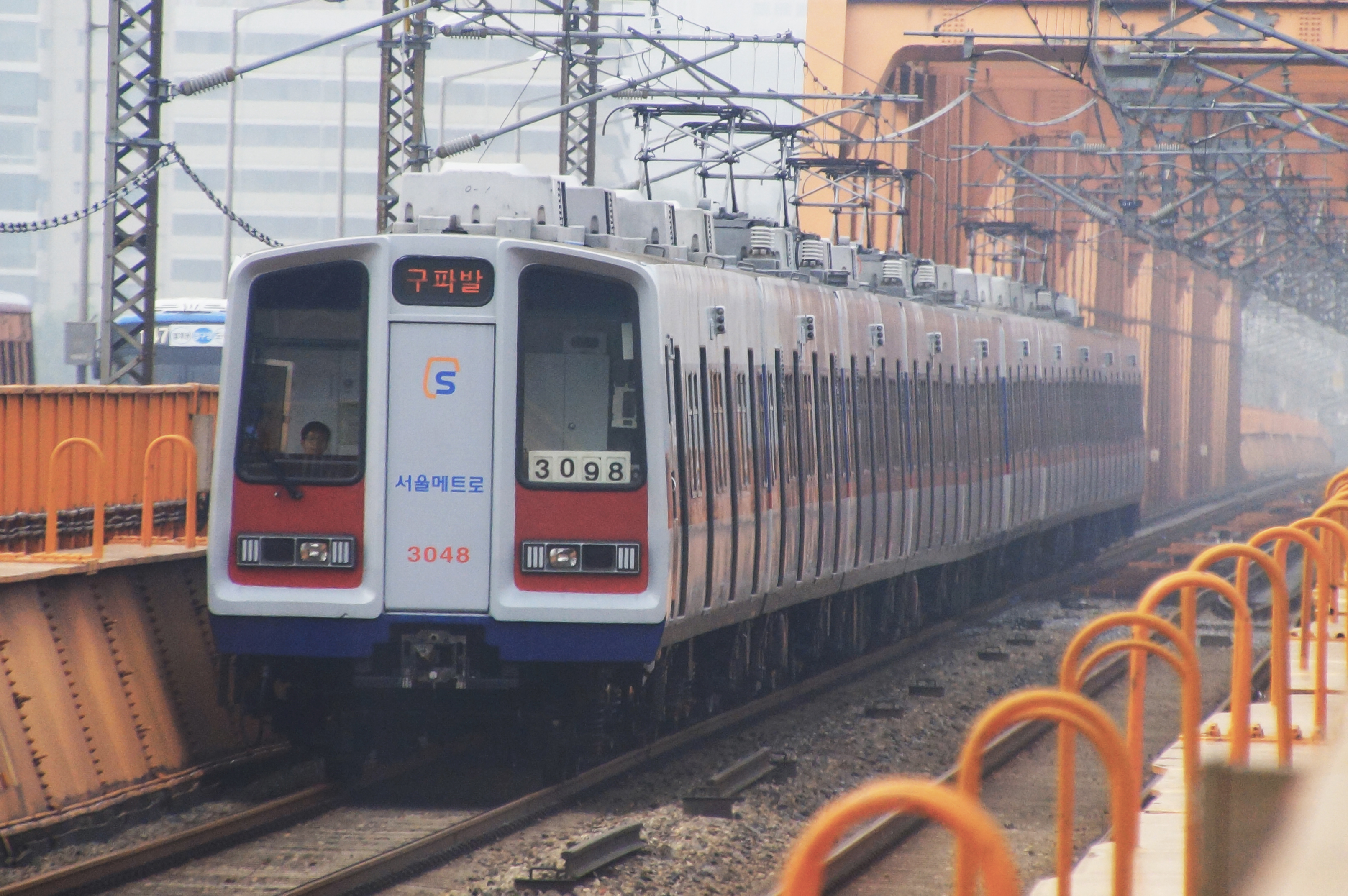
列车在玉水站
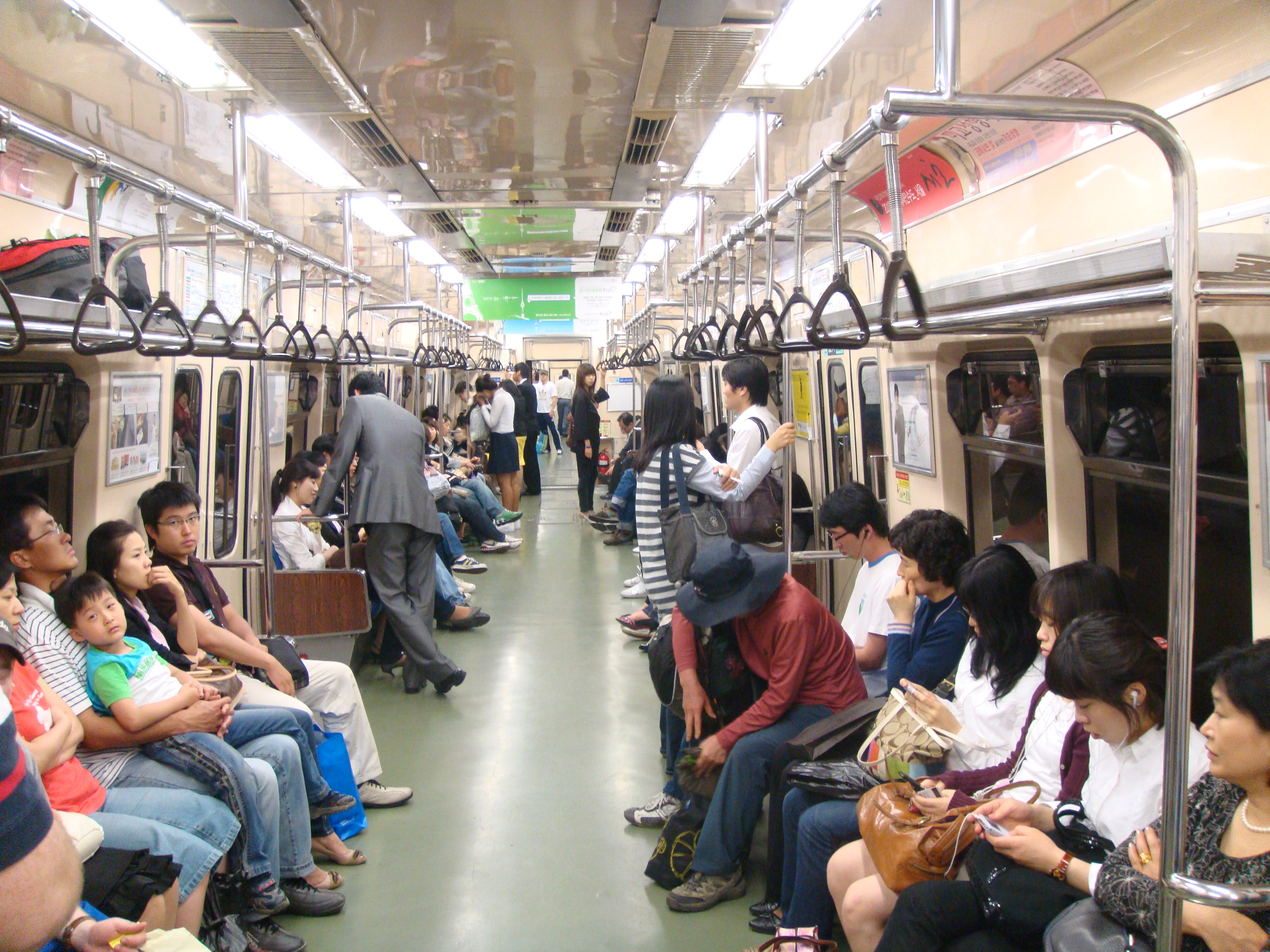
列车客室（摄于2008年）